# Miguel Figueroa (homme politique)
Miguel Figueroa, né le 29 juillet 1952, est un homme politique canadien, dirigeant du Parti communiste du Canada de 1992 à 2015. Il est connu pour la célèbre affaire Figueroa, redéfinissant le rôle des petits partis et de la démocratie parlementaire canadienne, ainsi que pour son rôle dans le rétablissement du Parti communiste du Canada à l'ère postsoviétique.

## Début de carrière politique
Né à Montréal, Québec, Canada, Figueroa fréquente le Collège Dawson, l'Université McGill et l'Université Concordia à Montréal, avant de se joindre au personnel de l'Union nationale des étudiants (en) en 1975, en tant qu'organisateur national sur le terrain. 
Figueroa adhère au Parti communiste en 1977 et occupera plusieurs postes au sein de ce parti. En 1978, il devient l’organisateur du Parti dans le Grand Vancouver, où il travaillera avec des gens tels que les conseillers municipaux Harry Rankin et Bruce Yorke, mais aussi des militants du Parti vivant dans cette région. Il aidera également à organiser des manifestations qui rassembleront des dizaines de milliers de personnes dans les rues, pour marcher en faveur du désarmement nucléaire.   
De 1986 à 1992, Figueroa agit à titre de correspondant régional pour le Canadian Tribune et devient le chef du Parti dans la région de l’Atlantique. Il réside à Halifax, mais doit se rendre régulièrement en Nouvelle-Écosse, au Nouveau-Brunswick et à Terre-Neuve. En 1991, Figueroa est mis à pied (victime d’une lutte s’initiant au sein du Parti), et décide de poursuivre ses études au programme de maitrise en études du développement international à l'Université Saint Mary's, tout en travaillant comme assistant à l’enseignement à l'Université Dalhousie, située à proximité. En 1992-1993, Figueroa préside un comité organisateur syndical qui recrute 800 chargés de cours et assistants à l’enseignement à temps partiel à l'Université Dalhousie, ce qui l’amène finalement à adhérer au Syndicat canadien de la fonction publique. Il participera également à divers mouvements de masse pour la paix et le désarmement, de solidarité internationale et d’organisation syndicale. 

## Direction du Parti communiste du Canada
La dissolution de l'Union soviétique donne lieu à des interprétations de la situation très partagées au sein du PCC. 
La longue bataille idéologique, politique, organisationnelle et juridique qui s’ensuivit sème la confusion et la désorientation dans les rangs du Parti, et paralyse tout le travail de front indépendant et uni effectué depuis plus de deux ans. Finalement, lors du 28e Congrès du Parti, la majorité des membres au sein du Comité central, dirigé par Hewison, votent pour l’abandon du marxisme-léninisme. Toutefois, une minorité de communistes orthodoxes, avec Elizabeth Rowley, Figueroa et l'ancien chef William Kashtan, à leur tête, résiste à cet effort. En août 1991, Rowley et les autres membres expulsés poursuivent le Parti communiste en justice. Un règlement extrajudiciaire amènera la direction de Hewison à renoncer au nom de « Parti communiste du Canada » et, en retour, à partager les actifs du Parti avec le groupe de Hewison désormais sous l’égide de la Société Cecil-Ross, une fondation axée sur l’édition et l’éducation qui était auparavant associée au Parti. 
Un congrès aura lieu en décembre 1992, au cours duquel les délégués se réclameront comme étant la continuité du Parti communiste (par conséquent, cette réunion portera le titre de 30e Congrès du PCC). Les délégués rejettent les changements institués par Hewison et réaffirment le PCC en tant qu’organisation marxiste-léniniste. Comme la moitié des actifs de l’ancien parti étaient désormais devenus la propriété de la Société Cecil-Ross chapeautée par Hewison, le Congrès du PCC décidera alors de lancer un nouveau journal, le People's Voice, pour remplacer le Canadian Tribune et le Pacific Tribune. 
Élu chef en décembre 1992 lors du 30e Congrès du Parti, Figueroa sera successivement réélu à ce poste jusqu'à sa démission en janvier 2016, pour des raisons de santé. Au cours de son mandat de 23 ans, Figueroa aura dirigé ce parti pendant huit campagnes électorales fédérales, en s’adressant à l’ensemble de la population au pays lors de ses tournées. Il travaillera, dans le cadre d’un nouveau leadership collectif, à réaliser ce que le Parti considère comme étant la clarification de son orientation révolutionnaire, ainsi que de son identité idéologique fondée sur le marxisme-léninisme. Figueroa a notamment participé à l’élaboration du nouveau programme politique du Parti, Notre avenir au Canada : le socialisme! Un processus qui débutera au milieu des années 1990 et s’achèvera avec l’adoption de la version finale à l’occasion du 33e Congrès du Parti, en février 2001. 
C’est également sous sa direction que le Parti communiste verra sa consolidation et reconstruction partout au pays — en contribuant au lancement de People’s Voice et, plus tard, à celui de Clarté, de même que The Spark!, la revue théorique et de discussion du PCC. Le Parti rétablit plusieurs cellules et comités, entre autres sa composante québécoise, le Parti communiste du Québec (PCQ-PCC), ainsi que l’organisation de jeunesse connue sous le nom de la Ligue de la jeunesse communiste. Le Parti continue à jouer un rôle au sein de nombreux mouvements ouvriers, pacifistes, environnementaux, autochtones, féministes, étudiants, d’immigrants et autres. 
Figueroa a présidé la commission internationale du Parti et représenté le PCC dans le monde, notamment en Grèce, au Portugal, en Inde, en Chine, au Vietnam, en Afrique du Sud, à Cuba, au Venezuela et aux États-Unis. Il a participé régulièrement à la Rencontre internationale des partis communistes et ouvriers où, au nom du Parti, il a plaidé pour des efforts visant à renforcer la coopération, la cohésion politique et l’unité d’action entre les partis communistes et ouvriers, afin de répondre aux dangers croissants de l’impérialisme et aux problèmes urgents de paix, de solidarité et de protection de l’environnement mondial.   
Le 38e Congrès du PCC s’est tenu du 21 au 23 mai 2016 à Toronto. À cette occasion, un hommage est rendu à Miguel Figueroa pour sa longue période en tant que chef du Parti; alors qu’Elizabeth Rowley se voyait élire nouvelle cheffe nationale, Figueroa était élu au sein du nouveau Comité central formé de 23 membres élus lors de ce Congrès.

## Histoire récente
En octobre 2016, le Congrès canadien de la paix, invite Figueroa à devenir membre de son comité de direction, pour y être ensuite nommé « président par intérim » au début de 2017. Pendant l’hiver et jusqu'au printemps 2017, il organise plusieurs tournées de conférences avec Eva Bartlett et l’auteur canadien Stephen Gowans, puis entreprend une tournée pancanadienne à l’automne dans 13 villes à travers le pays. Au cours de la même année, il représente également le Congrès de la paix dans des missions de solidarité au Venezuela et en Syrie. En 2018, il participe à une conférence panaméricaine des organisations de paix tenue à Moca, en République dominicaine en septembre, et en octobre, à la réunion du comité exécutif du Conseil mondial de la paix à Damas, en Syrie.
En novembre 2018, le Congrès de la paix organise un congrès national à Toronto, au cours duquel Figueroa est élu président, à la tête d’un comité de direction formé de 11 membres élus lors de ce congrès.

## Figueroa c. Canada
En 1993, le nouveau PCC se relevait lentement de sa récente crise et scission. Le Parti ne comptait plus que quelques centaines de membres et avait perdu plusieurs de ses actifs, notamment son bureau central situé au 24, rue Cecil, à Toronto. Par conséquent, le PCC n’était pas en mesure de présenter une cinquantaine de candidats aux élections fédérales de 1993, étant le nombre requis pour maintenir le statut de parti officiel en raison des récents changements apportés à la Loi électorale du Canada. Le PCC qui venait à peine d’être relancé se voyait déjà radié par Élections Canada et ses actifs restants, saisis par le gouvernement. Alors s’ensuivit une longue bataille juridique Figueroa c. Canada, qui donna lieu à une décision de la Cour suprême du Canada en 2003, laquelle invalida une disposition de la Loi électorale exigeant de présenter un nombre de 50 candidats pour l’obtention du statut officiel de parti (ce nombre avait été rehaussé par une loi du Parlement dans les années qui suivirent). Dès le début de cette bataille juridique, le Parti voyait sa radiation annulée et ses actifs saisis, restaurés. 

## Élections fédérales canadiennes depuis 2000
Figueroa s’est présenté à neuf élections générales canadiennes et à au moins deux élections provinciales : 
- Élection générale de 1979 en Colombie-Britannique : Figueroa s'est présenté dans la circonscription de Vancouver-Centre, composée de deux membres, et a terminé huitième sur un total de huit candidats, avec 237 voix. Gary Lauk et Emery Barnes du Nouveau Parti démocratique de la Colombie-Britannique l’ayant remporté.
- Élections fédérales canadiennes de 1984 : Figueroa s'est présenté dans la circonscription de Vancouver-Est et a terminé dernier avec 259 voix. Margaret Mitchell du Nouveau Parti démocratique l’ayant remporté.
- Élections fédérales canadiennes de 1988 : Figueroa s'est présenté dans la circonscription de Halifax et a terminé 5e sur un total de 7 candidats, avec 151 voix. Mary Clancy du Parti libéral du Canada l’ayant remporté.
- Élections fédérales canadiennes de 1993 : Figueroa s'est présenté comme indépendant dans la circonscription de Parkdale — High Park et a terminé 9e sur 11, avec 105 voix. Jesse Flis, des libéraux, l’ayant remporté.
- Élections générales ontariennes de 1995 : Figueroa s'est présenté dans la circonscription de Beaches — Woodbine et a terminé 5e sur un total de six candidats, avec 169 voix. Frances Lankin du Nouveau Parti démocratique de l'Ontario l’ayant remporté.
- Élections fédérales canadiennes de 1997 : Figueroa s'est présenté comme indépendant dans la circonscription de Davenport et a terminé 7e sur un total de 8, avec 194 voix. Charles Caccia, des libéraux, l’ayant remporté.
- Élections fédérales canadiennes de 2000 : Figueroa s'est présenté dans la circonscription de Toronto — Danforth et a terminé 9e sur un total de 10 candidats, avec 129 voix. Dennis Mills, des libéraux, l’ayant remporté.
- Élections fédérales canadiennes de 2004 : Figueroa s'est présenté dans la circonscription de Beaches — East York, à Toronto, et a terminé 7e sur un total de 8 candidats, avec 62 voix. Maria Minna, des libéraux, l’ayant remporté.
- Entre 2006 et 2015, Figueroa s'est présenté à toutes les élections fédérales dans la circonscription de Davenport, se classant cinquième ou sixième dans chacune.

## Résultats électoraux
|                                                | Néo-démocrate                                  | Andrew Cash                                    | 21 096 | 53,74  | +22.48 |  |
|                                                | Libéral                                        | Mario Silva                                    | 10 946 | 27,89  | -17,88 |  |
|                                                | Conservateur                                   | Theresa Rodrigues                              | 5,573  | 14.20  | +3.19  |  |
|                                                | Vert                                           | Wayne Scott                                    | 1 344  | 3,42   | -7,07  |  |
|                                                | Communiste                                     | Miguel Figueroa                                | 167    | 0,43   | -0.03  |  |
|                                                | Protection des animaux                         | Simon Luisi                                    | 128    | 0,33   | +0.07  |  |
| Total des votes valides / plafond des dépenses | Total des votes valides / plafond des dépenses | Total des votes valides / plafond des dépenses | 39 254 | 100,00 |        |  |
| Total des bulletins rejetés                    | Total des bulletins rejetés                    | Total des bulletins rejetés                    | 235    | 0,60   | -0,10  |  |
| Taux de participation                          | Taux de participation                          | Taux de participation                          | 39 489 | 61,92  | +8.88  |  |